# La Trappe
Pour les articles homonymes, voir Trappe.
La Trappe est une bière trappiste, brassée à l'abbaye Notre-Dame de Koningshoeven (en néerlandais : Onze Lieve Vrouw van Koningshoeven) dans le village de Berkel-Enschot, dans la commune de Tilbourg, aux Pays-Bas. 
C'est une des quatorze bières trappistes dans le monde, dont douze portent le logo Authentic trappist product présent sur l'étiquette et une des deux bières trappistes néerlandaises avec la Zundert. La Trappe est la bière trappiste comptant le plus de variétés avec 10 types de bières commercialisées.

## Bières
La Trappe se décline en 10 variétés :
- la Blond, blonde (6,5 %)
- la Dubbel, ambrée (7 %)
- la Tripel, blonde (8 %)
- la Quadrupel, ambrée (10 %)
- la Quadrupel Oak aged, ambrée (10 %), vieillie en barrique
- la Witte Trappist, bière blanche (5,5 %)
- la Bockbier, bière bock, multicéréale (7,3 %)
- l'Isid'Or, ambrée (7,5 %)
- la Puur, première bière trappiste bio (4,5 %).
- La Nillis, la première bière trappiste sans alcool au monde (0 %)

## Label de bière trappiste
Le statut de bière trappiste de La Trappe a été l'objet de litiges. Après l'accord passé entre l'abbaye et la brasserie Bavaria en 1999, le logo Authentic Trappist Product (ATP) était contesté. La mention trappistenbier a cependant toujours été légalement présente. 
Après de nombreuses discussions avec l'association trappiste internationale, l'abbaye  récupéra le droit, en septembre 2005, d'apposer le logo Authentic Trappist Product sur ses bières.